# Las aventuras de Henry
Las aventuras de Henry es una serie infantil canadiense de stop-motion producida por Family Channel, Cuppa Coffee Animation, Alliance Atlantis Communications y TV Loonland AG.
Fue emitido desde el 24 de agosto del 2002 hasta el 6 de agosto del 2004. La serie sigue a Henry Wiggins, un chico que tiene una extraordinaria capacidad para hacer que sus deseos se hagan realidad al comer el puré de zanahorias de su madre. Las aventuras de Henry fue la primera serie en Stop-motion producida enteramente en los Estados Unidos, en el Reino Unido, y en Canadá.
En Latinoamérica, la serie se estrenó en Discovery Kids el 6 de enero del 2003 hasta el 31 de diciembre del 2006.

## Trama
Henry Wiggins (voz de Samantha Reynolds) es el tercero de cinco hijos (él mismo, dos hermanos y dos hermanas). Cuando tenía sólo cinco años de edad, Henry descubrió que al comer el puré de zanahorias de su madre podía hacer realidad sus deseos. Sin embargo, teniendo tan sólo ocho años, sus deseos traen a menudo consecuencias inesperadas y algún desastre, pero Henry también aprende algunas de las lecciones de la vida en el camino. Henry comparte su secreto y desventuras con su mejor amiga Fraidy Begonia (Voz de Tracey Moore), su fiel perro: Margaret, y Doris: un dragón que vive en el armario de Henry después de que el lo deseó. Otros personajes son su tío Neptuno, la Sra. Pierre, el maestro de Henry y Darwin (voz de Julie Lemieux), un matón con sobrepeso que se burla y molesta a Henry.

## Episodios

### Primera temporada (2002)
1. Dinosaurio Mascota/Piratas Fuera del Agua - 24 de agosto de 2003
2. Mis dos Dientes de Enfrente/Goragh - 31 de agosto de 2002
3. Problema Triple/Túnel a China - 2002
4. ¿Hay Alguien ahí Afuera?/Secretos - 2002
5. Mi gorila es más Grande que el Tuyo/Clima más Blanco - 2002
6. Sobrecarga de Azúcar/Lady Luck - 2002
7. Henry el Magnífico/Saltando - 2002
8. Viaje en el Tiempo/El Día de Doris – 2002
9. Amor en el Aire/¿Quién Teme a la Oscuridad? - 2002
10. El blues del chico de enmedio/lengua de plata - 2002
11. Zanahorias al Ataque/El precio de la Fama - 2002
12. Traje de Alcaparras/Fuego Afuera - 2002
13. X-Ray X-mas/Darwin Por un Día - Diciembre de 2002

### Segunda temporada (2003 - 2004)
1. Henry el super héroe/La búsqueda del tesoro - 2003
2. Los nuevos zapatos de Henry/Pegado a ti - ¿2003 o 2004?
3. Henry's Massive Munchies/Vida vegetal - ¿2003 o 2004?
4. Home Run Henry/Henry el bravo caballero - ¿2003 o 2004?
5. Henry y Henrietta/Pánico escénico - ¿2003 o 2004?
6. Feliz cumpleaños Henry/La gran historia de Henry - ¿2003 o 2004?
7. La pequeña aventura de Henry/Henry el cocinero - ¿2003 o 2004?
8. El desafío Chestervale/Pescando amigos - ¿2003 o 2004?
9. El rey de Chestervale/Henry, el brujo de Halloween - ¿2003 o 2004?
10. Kung Fu Henry/Henry el vaquero - ¿2003 o 2004?
11. Ahora me ves/Hablando con los animales - ¿2003 o 2004?
12. Papá por un día/Corte de pelo - ¿Julio de 2004?
13. Los regalos de Navidad de Henry/Días de nieve - 6 de agosto de 2004